# Better Than You
Better Than You is een nummer van de Britse zanger Conor Maynard. In het nummer is ook zangeres Rita Ora te horen. Het nummer is afkomstig van Maynards debuutalbum Contrast en is geschreven door Maynard en Ora zelf, Kyle Abrahams, George Astasio, Jon Shave, Jon Mills, Joe Dyer, Kurtis McKenzie, Tony Nilsson en John Buchanan. Het nummer werd alleen in het Verenigd Koninkrijk uitgebracht waar het plaats 105 bereikte.

## Tracklist

### Single
1. Better Than You (ft. Rita Ora) — 3:13